# Вальраф, Гюнтер
Гю́нтер Вальраф (нем. Günter Wallraff; род. 1 октября 1942[…], Буршайд, Рейнская провинция) — немецкий журналист и писатель. Один из основоположников журналистского расследования в современном виде.
В своих репортажах Вальраф, используя метод включённого наблюдения и эксперимента, предстаёт рабочим завода, турецким гастарбайтером, пациентом, шофёром, журналистом жёлтой прессы и тому подобного, тем самым обнажая проблемы общества.
Был в числе основателей «Группы 61» (1961).
В 1983—1985 годах Вальраф почти два года прожил под видом турецкого гастарбайтера, выпустив по итогам своего расследования книгу «На самом дне», ставшую мировым бестселлером. Только в Германии было продано более 5 млн экземпляров. Книгу перевели на 38 языков, в том числе частично и на русский (издана в Москве в 1988 г.).
В 1970—1980-е годы Вальраф приобрёл широкую известность в СССР. Его репортажи публиковались в «Литературной газете», еженедельнике «За рубежом», журнале «Иностранная литература».
На основе своих репортажей Вальраф написал несколько книг, из которых на русский переведены «Нежелательные репортажи» (1982) и «Репортёр обвиняет» (1988).
В 2003 году ему был запрещён въезд в Российскую Федерацию.

## Премии и награды
- 1979 — Литературная премия Геррит-Энгельке[нем.] (г. Ганновер)
- 1983 — Премия Monismanien (г. Гётеборг и университет Уппсала, Швеция)
- 1984 — Медаль имени Карла фон Осецкого[нем.]
- 1985 — Литературная премия «За защиту прав человека» (Франция) совместно с Джеймсом Болдуином
- 1986 — Международная премия имени Христо Ботева
- 1987 — Премия Британской Академии в области кино и телевидения
- 1987 — Французская премия в области средств массовой информации Prix Jean d’Arcy за фильм «На самом дне»[нем.]